# Coupe du monde des nations d'athlétisme 1981
La 3e coupe du monde des nations d'athlétisme s'est déroulée du 4 au 6 septembre 1981 au Stade olympique à Rome en Italie.

## Classement général
L'Italie est invitée comme pays organisateur.
| Place | Pays ou continent  | Points |
| ----- | ------------------ | ------ |
| 1     | Europe             | 147    |
| 2     | Allemagne de l'Est | 130    |
| 3     | États-Unis         | 127    |
| 4     | Union soviétique   | 118    |
| 5     | Amériques          | 95     |
| 6     | Italie             | 93     |
| 7     | Afrique            | 66     |
| 8     | Océanie            | 61     |
| 9     | Asie               | 59     |

| Place | Pays ou continent  | Points |
| ----- | ------------------ | ------ |
| 1     | Allemagne de l'Est | 120,5  |
| 2     | Europe             | 110    |
| 3     | Union soviétique   | 98     |
| 4     | États-Unis         | 89     |
| 5     | Amériques          | 72     |
| 6     | Italie             | 68,5   |
| 7     | Océanie            | 58     |
| 8     | Asie               | 32     |
| 9     | Afrique            | 26     |

## Résultats

### Hommes
| Event           | Or                                                                        | Or             | Argent                                                          | Argent         | Bronze                                                              | Bronze         |
| --------------- | ------------------------------------------------------------------------- | -------------- | --------------------------------------------------------------- | -------------- | ------------------------------------------------------------------- | -------------- |
| 100 m           | Allan Wells Royaume-Uni Europe                                            | 10 s 20        | Ernest Obeng Ghana Afrique                                      | 10 s 21        | Frank Emmelmann Allemagne de l'Est RDA                              | 10 s 31        |
| 200 m           | Mel Lattany États-Unis                                                    | 20 s 21        | Allan Wells Royaume-Uni Europe                                  | 20 s 53        | Frank Emmelmann Allemagne de l'Est RDA                              | 20 s 57        |
| 400 m           | Cliff Wiley États-Unis                                                    | 44 s 88        | Mauro Zuliani Italie                                            | 45 s 26        | Bert Cameron Jamaïque Amériques                                     | 45 s 27        |
| 800 m           | Sebastian Coe Royaume-Uni Europe                                          | 1 min 46 s 16  | James Robinson États-Unis                                       | 1 min 47 s 31  | Detlef Wagenknecht Allemagne de l'Est RDA                           | 1 min 47 s 49  |
| 1 500 m         | Steve Ovett Royaume-Uni Europe                                            | 3 min 34 s 95  | John Walker Nouvelle-Zélande Océanie                            | 3 min 35 s 49  | Olaf Beyer Allemagne de l'Est RDA                                   | 3 min 35 s 58  |
| 5 000 m         | Eamonn Coghlan Irlande Europe                                             | 14 min 08 s 39 | Hansjörg Kunze Allemagne de l'Est RDA                           | 14 min 08 s 54 | Vittorio Fontanella Italie                                          | 14 min 09 s 06 |
| 10 000 m        | Werner Schildhauer Allemagne de l'Est RDA                                 | 27 min 38 s 43 | Mohamed Kedir Éthiopie Afrique                                  | 27 min 39 s 44 | Alberto Salazar États-Unis                                          | 27 min 40 s 69 |
| 110 m haies     | Greg Foster États-Unis                                                    | 13 s 32        | Alejandro Casañas Cuba Amériques                                | 13 s 36        | Július Ivan Tchécoslovaquie Europe                                  | 13 s 66        |
| 400 m haies     | Edwin Moses États-Unis                                                    | 47 s 37        | Volker Beck Allemagne de l'Est RDA                              | 49 s 16        | Harry Schulting Pays-Bas Europe                                     | 49 s 69        |
| 3 000 m st.     | Bogusław Mamiński Pologne Europe                                          | 8 min 19 s 89  | Mariano Scartezzini Italie                                      | 8 min 19 s 93  | Masanari Shintaku Japon Asie                                        | 8 min 23 s 64  |
| 4 × 100 m       | Europe Krzysztof Zwoliński Zenon Licznerski Leszek Dunecki Marian Woronin | 38 s 73        | RDA Frank Hollender Detlef Kübeck Bernhard Hoff Frank Emmelmann | 38 s 79        | États-Unis Mel Lattany Anthony Ketchum Stanley Floyd Steve Williams | 38 s 85        |
| 4 × 400 m       | États-Unis Walter McCoy Cliff Wiley Willie Smith Tony Darden              | 2 min 59 s 12  | Europe Eric Josjö Fons Brijdenbach Koen Gijsbers Hartmut Weber  | 3 min 01 s 47  | Amériques Héctor Daley Colin Bradford Mike Paul Bert Cameron        | 3 min 02 s 01  |
| Saut en hauteur | Tyke Peacock États-Unis                                                   | 2,28 m         | Gerd Nagel Allemagne de l'Ouest Europe                          | 2,26 m         | Jörg Freimuth Allemagne de l'Est RDA                                | 2,24 m         |
| Perche          | Konstantin Volkov Union soviétique URSS                                   | 5,70 m         | Jean-Michel Bellot France Europe                                | 5,55 m         | Billy Olson États-Unis                                              | 5,50 m         |
| Longueur        | Carl Lewis États-Unis                                                     | 8,15 m         | Gary Honey Australie Océanie                                    | 8,11 m         | Shamil Abbyasov Union soviétique URSS                               | 7,95 m         |
| Triple saut     | João Carlos de Oliveira Brésil Amériques                                  | 17,37 m        | Zou Zhenxian Chine Asie                                         | 17,34 m        | Willie Banks États-Unis                                             | 17,04 m        |
| Poids           | Udo Beyer Allemagne de l'Est RDA                                          | 21,40 m        | Yevgeniy Mironov Union soviétique URSS                          | 20,34 m        | Dave Laut Cuba Amériques                                            | 19.90 m        |
| Disque          | Armin Lemme Allemagne de l'Est RDA                                        | 66,38 m        | Luis Delís Cuba Amériques                                       | 66,26 m        | Imrich Bugár Tchécoslovaquie Europe                                 | 64,38 m        |
| Marteau         | Youri Sedykh Union soviétique URSS                                        | 77,42 m        | Karl-Hans Riehm Allemagne de l'Ouest Europe                     | 75,60 m        | Giampaolo Urlando Italie                                            | 71,92 m        |
| Javelot         | Dainis Kūla Union soviétique URSS                                         | 89,74 m        | Detlef Michel Allemagne de l'Est RDA                            | 89,38 m        | Pentti Sinersaari Finlande Europe                                   | 83,26 m        |

### Femmes
| Event                 | Or                                                                          | Or            | Argent                                                                      | Argent        | Bronze                                                                   | Bronze        |
| --------------------- | --------------------------------------------------------------------------- | ------------- | --------------------------------------------------------------------------- | ------------- | ------------------------------------------------------------------------ | ------------- |
| 100 mètres            | Evelyn Ashford États-Unis                                                   | 11 s 02       | Kathy Smallwood Royaume-Uni Europe                                          | 11 s 10       | Marlies Göhr Allemagne de l'Est                                          | 11 s 13       |
| 200 mètres            | Evelyn Ashford États-Unis                                                   | 22 s 18       | Jarmila Kratochvílová Tchécoslovaquie Europe                                | 22 s 31       | Bärbel Wöckel Allemagne de l'Est                                         | 22 s 41       |
| 400 mètres            | Jarmila Kratochvílová Tchécoslovaquie Europe                                | 48 s 61       | Marita Koch Allemagne de l'Est                                              | 49 s 27       | Jackie Pusey Jamaïque Amériques                                          | 51 s 48       |
| 800 mètres            | Lyudmila Veselkova Union soviétique URSS                                    | 1 min 57 s 48 | Martina Steuk Allemagne de l'Est                                            | 1 min 58 s 31 | Jolanta Januchta Pologne Europe                                          | 1 min 58 s 32 |
| 1500 mètres           | Tamara Sorokina Union soviétique URSS                                       | 4 min 03 s 33 | Gabriella Dorio Italie                                                      | 4 min 03 s 75 | Ulrike Bruns Allemagne de l'Est                                          | 4 min 04 s 67 |
| 3000 mètres           | Angelika Zauber Allemagne de l'Est                                          | 8 min 54 s 89 | Maricica Puică Roumanie Europe                                              | 8 min 55 s 80 | Silvana Cruciata Italie                                                  | 8 min 57 s 10 |
| 100 mètres haies      | Tatyana Anisimova Union soviétique URSS                                     | 12 s 85       | Kerstin Knabe Allemagne de l'Est                                            | 12 s 91       | Lucyna Langer Pologne Europe                                             | 12 s 97       |
| 400 mètres haies      | Ellen Neumann Allemagne de l'Est                                            | 54 s 82       | Genowefa Błaszak Pologne Europe                                             | 56 s 20       | Anna Kastetskaya Union soviétique URSS                                   | 56 s 37       |
| 4 × 100 mètres relais | Allemagne de l'Est Kirsten Siemon Bärbel Wöckel Gesine Walther Marlies Göhr | 42 s 22       | USA Alice Brown Jeanette Bolden Florence Griffith Evelyn Ashford            | 42 s 82       | URSS Olga Zolotaryova Olga Nasonova Lyudmila Kondratyeva Natalya Bochina | 43 s 01       |
| 4 × 400 mètres relais | Allemagne de l'Est Dagmar Rübsam Martina Steuk Bärbel Wöckel Marita Koch    | 3 min 20 s 62 | Europe Michelle Scutt Verona Elder Joslyn Hoyte-Smith Jarmila Kratochvílová | 3 min 23 s 03 | Amériques Charmaine Crooks Jackie Pusey Marita Payne June Griffith       | 3 min 26 s 42 |
| Saut en hauteur       | Ulrike Meyfarth Allemagne de l'Ouest Europe                                 | 1,96 m        | Tamara Bykova Union soviétique URSS                                         | 1,96 m        | Pamela Spencer États-Unis                                                | 1,92 m        |
| Saut en longueur      | Sigrid Ulbricht Allemagne de l'Est                                          | 6,80 m        | Jodi Anderson États-Unis                                                    | 6,61 m        | Anna Włodarczyk Pologne Europe                                           | 6,59 m        |
| lancer du poids       | Ilona Slupianek Allemagne de l'Est                                          | 20,60 m       | Helena Fibingerová Tchécoslovaquie Europe                                   | 19,92 m       | María Elena Sarría Cuba Amériques                                        | 19,21 m       |
| Lancer du disque      | Evelin Jahl Allemagne de l'Est                                              | 66,70 m       | Maria Petkova Bulgarie Europe                                               | 66,30 m       | Galina Savinkova Union soviétique URSS                                   | 63,96 m       |
| Lancer du javelot     | Antoaneta Todorova Bulgarie Europe                                          | 70,08 m       | Petra Felke Allemagne de l'Est                                              | 66,60 m       | Karin Smith États-Unis                                                   | 63,04 m       |